# یواس‌اس گریر (دی‌دی-۱۴۵)
یواس‌اس گریر (دی‌دی-۱۴۵) (به انگلیسی: USS Greer (DD-145)) یک کشتی بود که طول آن ۹۵٫۸۱ متر (۳۱۴٫۳ فوت) بود. این کشتی در سال ۱۹۱۸ ساخته شد.